# Haemulon

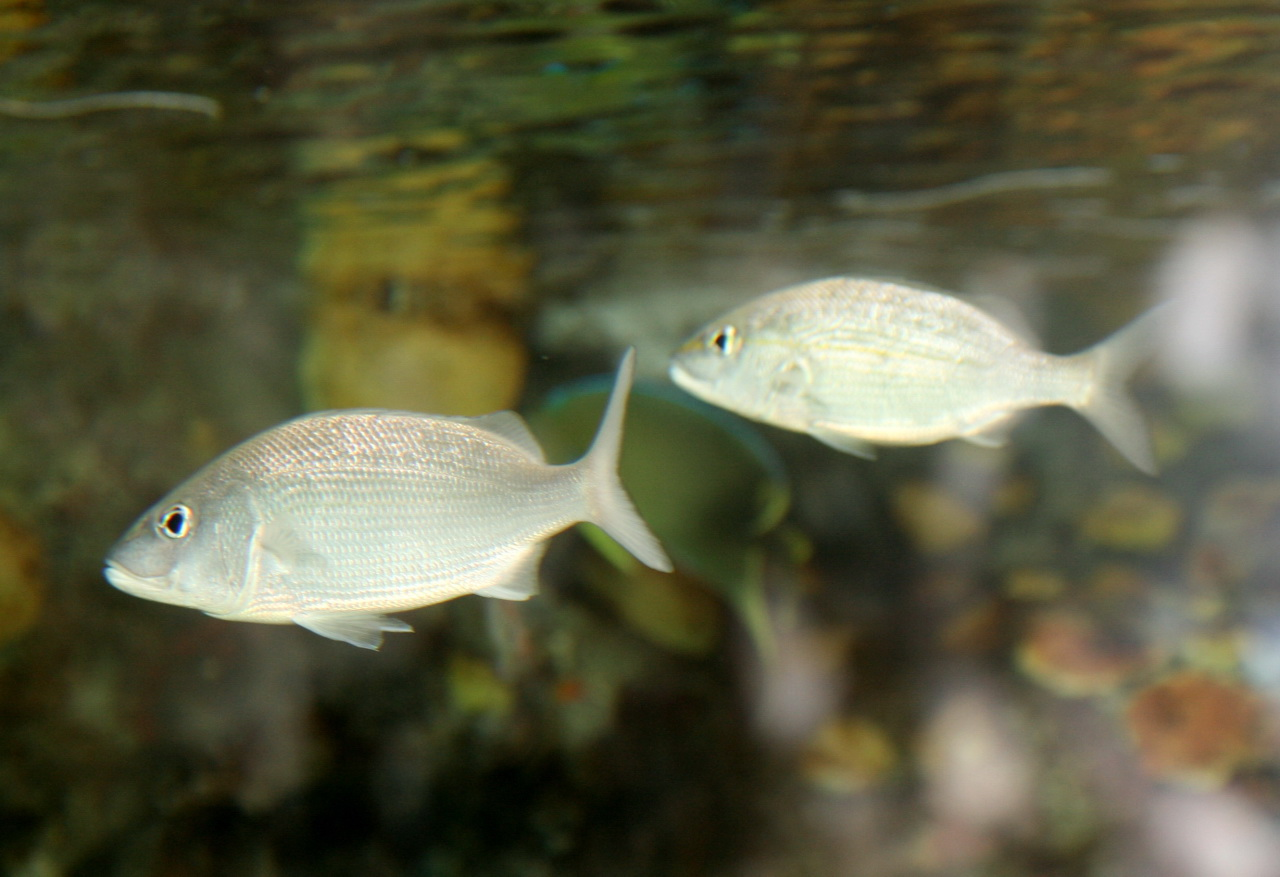
Jeníguano bocón (H. aurolineatum).

Los roncos o jeníguanos (género Haemulon) son peces marinos de la familia de los haemúlidos, distribuidos por las costas de América, tanto la costa este del océano Pacífico como la costa oeste del Atlántico.
Tienen el cuerpo esbelto fusiforme y algo comprimido lateralmente, normalmente de coloraciones rayadas llamativas, con una longitud corporal máxima entre los 12 cm de Haemulon squamipinna y los 79 cm del "ronco jallao".

## Especies
Existen 21 especies válidas en este género:
- Haemulon album (Cuvier en Cuvier y Valenciennes, 1830) - jallao, margate, ronco jallao.
- Haemulon aurolineatum (Cuvier, 1830) - jeníguano bocón, ronco jeníguano.
- Haemulon bonariense (Cuvier, 1830) - ronco prieto.
- Haemulon boschmae (Metzelaar, 1919) - ronco negro.
- Haemulon carbonarium (Poey, 1860) - ronco carbonero.
- Haemulon chrysargyreum (Günther, 1859) - jeníguano amarillo, ronco boquichica.
- Haemulon flaviguttatum (Gill, 1862) - burro de Cortés.
- Haemulon flavolineatum (Desmarest, 1823) - ronco condenado.
- Haemulon macrostomum (Günther, 1859) - jeníguano español.
- Haemulon maculicauda (Gill, 1862) - burro rasposo.
- Haemulon melanurum (Linnaeus, 1758) - ronco de lomo prieto, ronco lomo manchado.
- Haemulon parra (Desmarest, 1823) - boquilla, ronco blanco.
- Haemulon plumierii (Lacepède, 1801) - chac-chí, ronco arará, corocoro.
- Haemulon schrankii (Agassiz, 1831) - .
- Haemulon sciurus (Shaw, 1803) - ronco amarillo, ronco carite.
- Haemulon scudderii (Gill, 1862) - burro pecoso, mojarra prieta.
- Haemulon serrula (Cuvier, 1830) - .
- Haemulon sexfasciatum (Gill, 1862) - burro almejero.
- Haemulon squamipinna (Rocha y Rosa, 1999).
- Haemulon steindachneri (Jordan y Gilbert, 1882) - burro latino.
- Haemulon striatum (Linnaeus, 1758) - jeníguano rayado, ronco pinto.